# Пьерлеони, Уго (кардинал Сан Клементе)
Уго Пьерлеони (Ugo Pierleoni, Can. Reg. Of St. Victor, его имя также пишут как Uguccione) — католический церковный деятель XII века. Выходец из знатной римской семьи, внучатый племянник антипапы Анаклета II, племянник епископа Фраскатти Уго Пьерлеони. Учился в Парижском университете. На консистории 1171 года был провозглашен кардиналом-дьяконом с титулом церкви Сант-Анджело-ин-Пескерия. В качестве легата был во Франции, Англии и Шотландии. В 1178 году стал кардиналом-священником с титулом церкви Сан-Клементе. Участвовал в выборах папы 1181 года (Луций III).